# Советская улица (Кашира)
Советская улица — улица в центральной части города Кашира Московской области. Улица получила свое современное название в период коммунистического строя. Дореволюционное название улицы — Московская.

## Описание
Улица берет свое начало от пересечения с улицей Маршала Астахова. и далее уходит в северном направлении, а позднее в северо-восточном направлении. Заканчивается улица Советская в районе реки Оки, переходя в улицу Ильича. По ходу движения со стороны начала улицы ее пересекает Безымянный переулок. Слева по ходу движения с начала улицы примыкают Пушкинская улица, улица Фридриха Энгельса, улица Свободы, улица Коммуны, Пушкинский переулок, Колодезный переулок, Первомайская улица и Ксенофонтьевский переулок. Справа по ходу движения примыкают улица Карла Маркса, улица Горького и улица Рогожина.
На всем своем протяжении улица является улицей с двусторонним движением.
Нумерация домов по улице начинается со стороны Маршала Астахова.
Почтовый индекс Советской улице в городе Кашире Московской области - 142900.

## Примечательные здания и сооружения
- Каширский городской районный суд Московской области - Советская улица, владение 13.
- Церковь Введения во храм Пресвятой Богородицы (Православный храм) - улица Фридриха Энгельса, владение 1.
- Мемориал защитникам правопорядка, павшим при исполнении - Советская улица, владение 25.
- Пушкинский сквер - пересечение Советской улицы и улицы Коммуны.
- Церковь Николы Ратного (Православный храм) - улица Рогожина, владение 2[2][3].
- Отдел по вопросам миграции отдела Министерства внутренних дел России по городскому округу Кашира - улица Советская, владение 25.
- Каширский краеведческий музей - Советская улица, владение 46[4]. В настоящее время музей обладает более чем 20 тысячами экспонатов[5].
- Дом Зубовых - улица Советская, владение 49.
- Кафедральный собор Успения Пресвятой Богородицы (Православный храм) - площадь Володарского, владение 3.
- Памятник Сергию Радонежскому - улица Рогожкина, владение 4.

## Транспорт
По улице Советской осуществляется движение общественного транспорта. Здесь проходят маршруты городского автобуса № 1, № 4, № 22, № 23, № 24 и № 31.